# 普萊森特瓦利鎮區 (愛荷華州卡洛爾縣)
普萊森特瓦利鎮區（英語：Pleasant Valley Township）是位於美國愛荷華州卡洛爾縣的一個行政鎮區。

## 地方資料
根據2010年美國人口普查的數據，普萊森特瓦利鎮區的面積為89.84平方千米，當中陸地面積為89.77平方千米，而水域面積為0.07平方千米。當地共有人口415人，而人口密度為每平方千米4.62人。